# 메닐편모충
메닐편모충(Chilomastix mesnili)은 메닐편모충속에 속하는 편모충류 원생생물의 일종이다. 사람과 침팬지, 오랑우탄과 원숭이의 몸에서 발견된다. 맹장과 결장 속에서 사는 비병원성 편모충이다. 메닐편모충의 생활사는 람블편모충과 비슷하다.